# 大鰭美鬚鱨
大鰭美鬚鱨為輻鰭魚綱鯰形目長鬚鯰科的其中一種，分布於南美洲亞馬遜河、奧里諾科河流域，體長可達40公分，棲息在溪流底部，屬肉食性，生活習性不明，可做為食用魚及觀賞魚。